# Kościół św. Marii Magdaleny w Sompolnie
Kościół Świętej Marii Magdaleny w Sompolnie – rzymskokatolicki kościół parafialny w mieście Sompolno. Mieści się przy ulicy 11 Listopada.
Jest to świątynia składająca się ze starszej i nowszej budowli. Starsza część to neogotycki kościół wybudowany w latach 1845–1847. Jest to świątynia jednonawowa otynkowana, wybudowana z cegły. Posiada drewniany, płaski strop. Nowsza część budowli została wybudowana w latach 1978–1980 według projektu architekta Bronisława Awgula. Pokryta jest blachą ocynkowaną. Jej ściany są otynkowane. W 1984 rozbudowana budowla została konsekrowana przez biskupa włocławskiego Jana Zarębę. Do wyposażenia świątyni należą drewniana barokowa figura Chrystusa Ukrzyżowanego z drugiej połowy XVIII wieku oraz monstrancja z XVIII wieku.